# Exegese
Exegese (altgriechisch ἐξήγησις exēgesis, deutsch ‚Auslegung, Erläuterung‘) ist die Auslegung bzw. Interpretation von Texten. Ein Exeget ist folglich jemand, der Exegese betreibt. Das Ziel einer Exegese besteht darin, herauszuarbeiten, was der Verfasser (in seiner besonderen Situation) dem Empfänger (in dessen besonderer Situation) sagen bzw. klarmachen wollte. Die zentralen Aussagen, Inhalte und Strukturmerkmale eines Textes sollen für den Leser verdeutlicht und zugänglich gemacht werden. Im Alltagssprachgebrauch wird der Ausdruck meist mit Bezug auf die heiligen Schriften der Buchreligionen verwendet. Der Ausdruck ist aber auch im Zusammenhang mit der Auslegung juristischer oder anderer Texte anzutreffen.

## Begriff
Der Begriff ἐξήγησις führt die Vorsilbe altgriechisch ἐξ ex, deutsch ‚aus heraus‘. Sie geht einem Substantiv voran, das nur als altgriechisch ἥγησις [ˈhɛːgɛːsis], deutsch ‚das Leiten‘ oder ‚das Führen‘ (zu ἡγέομαι, oder ἡγηλάζω) gelesen werden kann. Dieses „Herausleiten“ betont, dass einem Text entnommen werden soll, was darinnen ist. Der Exegese im Sinne des Herauslesens des Sinnes aus einer Texteinheit wird als Antonym eine Eisegese im Sinne eines Hineinlesens von Sinn in die Texteinheit gegenübergestellt. Hier steht altgriechisch εἰσ eis, deutsch ‚in hinein‘ als Vorsilbe vorne an. Tatsächlich ist altgriechisch εἰσήγησις jedoch je nach Kontext mit dem  „Hinführen“, „Einführen“, „Anleiten“, „Unterrichten“, „Anraten“, „Vorschlagen“, oder „Vortragen“ korrekt zu übersetzen.

## Anwendungsbereiche

### Im Christentum
- Biblische Exegese
- Biblische Hermeneutik

### Im Judentum
- PaRDeS

### Im Islam
- Koranexegese

### In den Rechtswissenschaften
- Digestenexegese